# Werner Schildhauer
Werner Schildhauer (Dessau, 5 giugno 1959) è un ex mezzofondista tedesco, quattro volte medaglia d'argento tra mondiali ed europei.

## Biografia
Tra i pochi atleti in grado di doppiare la medaglia sui 5 e 10000 m in una stessa edizione di campionati internazionali, impresa riuscita sia ai mondiali di Helsinki 1983 che agli europei di Atene 1982.

## Altre competizioni internazionali
1979
- Coppa Europa di atletica leggera ( Torino)
- 6º in Coppa del mondo ( Montréal), 10000 m piani - 28'25"17

1981
- Coppa Europa di atletica leggera ( Zagabria)
- Oro in Coppa del mondo ( Roma), 10000 m piani - 27'38"43

1983
- Coppa Europa di atletica leggera ( Londra)

1985
- Bronzo in Coppa del mondo ( Canberra), 10000 m piani - 29'25"63